# Viktor Urbantschitsch
Viktor Urbantschitsch (Viena, 10 de septiembre de 1847 - Íbid., 7 de junio de 1921) fue un otólogo austríaco. Era hijo del Dr. Alois Urbantschitsch y Wilhelmine.

## Biografía
Estudió en la Universidad de Viena, obteniendo su doctorado en medicina en 1870 y su título de cirujano en 1871. En 1873 obtuvo su habilitación para la otología y varios años después fue nombrado jefe del departamento de otología del Policlínico General de Viena (Allgemeine Poliklinik Wien). En 1885 se convirtió en profesor asociado y en 1907 sucedió a Adam Politzer como director del Hospital Universitario del Oído (Universitätsohrenklinik ).
Se le considera uno de los fundadores de la otología moderna. Concentró su atención en la fisiología y psicofisiología del oído e investigó la influencia que tenían los movimientos de la cabeza en la percepción del sonido. Destacó la importancia de la audición residual y desarrolló varios métodos de diagnóstico y rehabilitación. Fue uno de los primeros en practicar la corriente eléctrica como medio de tratamiento y también introdujo una técnica de masaje manual para la tuba auditiva.

## Vida personal
Viktor tuvo cuatro hijos con su esposa, Caroline:
1. Minna Wilhelmine Urbantschitsch (1873 – agosto de 1943), se casó con Pero Despic (1874 – abril de 1937) y tuvo una hija.[5]
2. Richard Urbantschitsch (1875 – 1948), nunca se casó.[5]
3. Ernst Urbantschitsch (30 de junio de 1877 – 1 de julio de 1948), se casó con "Hildegard "Hilde" ... (f. 1954). Tuvo un hijo, Victor Urbancic.[5]
4. Rudolf von Urban (28 de abril de 1879 – 18 de diciembre de 1964), se casó con Friederike "Fritzi" Rosali Persicaner (11 de junio de 1879 – 10 de abril de 1970) y se divorciaron. Tuvieron dos hijos. Posteriormente se casó con Maria Mayen (11 de mayo de 1892 – 15 de julio de 1978) y tuvieron una hija. Rudolf y Maria fueron los abuelos maternos de Christoph Waltz.[5]

## Obras
- Lehrbuch der Ohrenheilkunde, 1880.
- Über subjektive optische Anschauungsbilder, 1907.
- Über Störungen des Gedächtnisses infolge von Erkrankungen des Ohres, 1918.
- Über Hörübungen bei Taubstummheit und bei Ertaubung im späteren Lebensalter, translated por S. Richard Silverman.[6]